# The Awakening of Papita
The Awakening of Papita è un cortometraggio muto del 1913 prodotto dalla Nestor. Il nome del regista non viene riportato nei credit.

## Trama
Papita è una giovane messicana che lavora al saloon: innamorata di Hal Osborn, un cowboy, è furiosa quando lui la respinge perché è già fidanzato e ama la sua ragazza, Madge. Papita segue l'uomo per capire chi è la sua rivale. Entrata di soppiatto al Barton Ranch, non vista, è testimone di una scena dove il cowboy Mert Sabin mette le mani addosso a Madge. La ragazza è salvata dall'intervento del fidanzato che fa fuggire Mert. Papita, che ha raccolto da terra una lettera scritta da Hal, la prende e insegue Mert. I due innamorati respinti progettano insieme di vendicarsi. Usano la lettera di Hal per organizzare una trappola in cui deve cadere Madge che sarà vittima di un rapimento.
Dopo aver ricevuto il falso biglietto di Hal che le fissa un appuntamento, Madge sale in sella e cavalca per raggiungere l'amato. Passando davanti al saloon, vede Papita e, per simpatia, le lancia un fiore. La messicana rimane stupita. Poi, entra nel locale. Qui, viene insultata da un ubriaco e Hal, che si trova nel saloon, prende le sue difese. Per la ragazza è troppo. La gentilezza dei due fidanzati la sconvolge e confessa ad Hal il complotto che ha ordito insieme a Mert. Informato lo sceriffo, i tre cavalcano per andare a salvare Madge. Nel trambusto che segue all'arrivo dello sceriffo, il perfido Mert spara per uccidere il suo fortunato rivale. Ma Papita si getta in avanti per fare scudo con il suo corpo all'uomo che ama, restando mortalmente ferita dalla pallottola destinata a Hal.

## Produzione
Il film fu prodotto dalla Nestor Film Company.

## Distribuzione
Distribuito dall'Universal Film Manufacturing Company, il film - un cortometraggio di una bobina - uscì nelle sale cinematografiche USA il 7 maggio 1913.